# Tri-Ergon Photo-Electro-Records
Tri-Ergon Photo-Electro-Records war ein deutsches Musiklabel mit Sitz in Berlin, das von 1928 bis 1932 bestand.

## Geschichte des Labels
Das Tri-Ergon-Label war eine Abteilung der deutschen Firma Tri-Ergon Musik AG, die wiederum ein Subunternehmen der Schweizer Tri-Ergon Aktiengesellschaft (Tri-Ergon AG) mit Sitz in Zürich war, welche seit 1919 das Patent am Tri-Ergon Tonfilmverfahren innehatte. Um etwas Geld mit ihrer Erfindung zu machen, gründeten die drei Entwickler Joseph Benedict Engl (1893–1942), Hans Vogt (1890–1979), und Joseph Massolle (1889–1957) 1927 das Plattenlabel Tri-Ergon Photo-Electro Records. Die Grundidee, ihr Tonfilmverfahren auch zur Schallplattenaufnahme zu nutzen, wurde bereits 1924 zum Patent eingereicht.
Geschäftssitz der Tri-Ergon Musik AG und des Labels war Berlin-Kreuzberg, Ritterstraße 46–47.

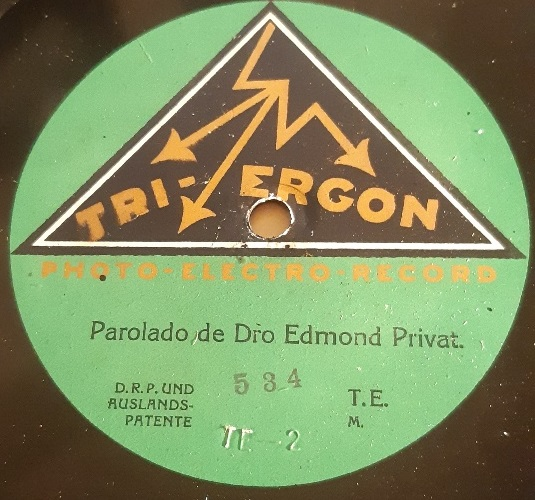
Rede von Edmond Privat in Esperanto, 1926, Danzig.

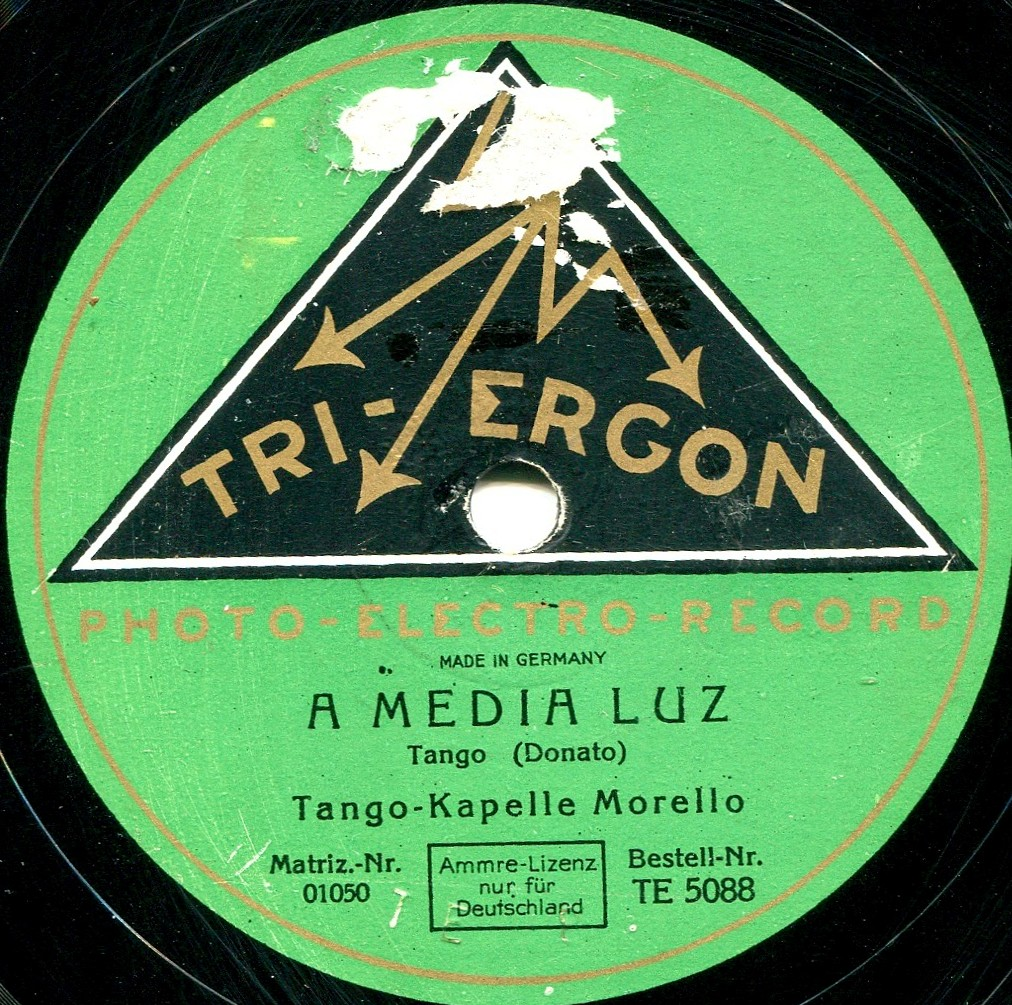
A Media Luz, Tango.

Die ersten Tri-Ergon-Schallplatten wurden auf der Leipziger Frühjahrsmesse vom März 1927 vorgestellt. Bis 1932 erschienen Schellackplatten für den deutschen, französischen, schwedischen und dänischen Markt. Zu den Produktionen des Labels gehörten Blasmusik („Alte Kameraden“ von Carl Woitschach, TE 1032), Gassenhauer und Schlager, gespielt vom Géza Komor Tanz-Orchester („Wenn der weiße Flieder wieder blüht“ (mit Max Kuttner, Tri-Ergon TE 5410), „Bimbambulla“, TE 5628, „Mein Bruder macht im Tonfilm die Geräusche“ (mit Kurt Mühlhardt, TE 307), „Lust'ge Jungs von der Waterkant“, TE 5754), ferner von Franz Baumann („Ich hab mich am Rhein in ein Mädel verliebt“, TE 5094), der Four Admirals („I’m in Love Again“), Wilhelm Gombert („Sonny Boy“,TE 5627), Engelbert Milde („Hallo, Margot (Du lieber Herrgott)“, TE 5483), Guido Gialdini, Sina Lenora („Am Sonntag will mein Süßer mit mir segeln geh’n“) und Vicky Werkmeister („Voulez-vous, mon Papachen“), Musik aus Tonfilmen („Einmal sagt man sich adieu“, TE 5890), leichte Klassik von Carl Jöken („Mattinata v. Leoncavallo“, TE 9867), Laure Bergé („Réveil de Brunhilde“), Hendrik Appels, („Siegmund heiß ich“ aus Die Walküre, TE 5798) und Bruno Seidler-Winkler (Ouvertüre aus „Mignon“, TE 1177), Franz Baumann (Austin Egens „Die Loreley (Ich hab’ heut Nacht vom Rhein geträumt)“, TE 1060) oder eine Bearbeitung von Eugen d’Alberts Oper Tiefland durch Alfredo Cairati (TE 1155),
Ferner veröffentlichte das Label Volkstümliches von Weiß Ferdl („Vor und nach der Hochzeit“, TE 5757), Robert Koppel („Ober! Schnell noch eine Runde her“, TE 5421), Emil Svartström („Savolaisten laulu“, TE 5587), vom Chor des Russischen Künstler-Theaters Zwetnoff's Arlekin („Wolga ... Wolga“, TE 5516), Gerhard Ebeler, oder dem Instrumental-Terzett Freundorfer („G'sund san ma“, TE 5478), Schrammelmusik (Ralph Benatzkys „Ich weiß auf der Wieden ein kleines Hotel“, TE 2018), Weihnachtliches von August Heinrich Bruinier, Paula Dehmel („St. Niklas' Auszug“, Rezitation von Hans Mühlhofer) und Humoristisches wie von Emil Meysel, Karl Zander und von Reinhold Habisch, der von seinen Rennbahnerlebnissen erzählt („Berliner Rennbahn-Original 'Krücke'“, TE 5896).
Zahlreiche Tri-Ergon-Platten enthielten keine genauen Angaben zu den Musikern, etwa „Polo-Spiele“/„Dornröschens Brautfahrt“ (TE 287) oder „Hochzeitszug in Liliput“/„Die Heinzelmännchen“ (TE 293), eingespielt von einem Salon Orchester (TE 287), „Pagan Love Song“ (TE 5939) von einem Hawaaian Novelty Orchestra oder „Spinn, spinn“/„Grüße an die Heimat“ eines anonymen Männer-Sextetts (TE 2072) bzw. lapidar unter der Angabe Gesang & Orchester („Die Betrogene“, TE 226). Unter dem gemeinschaftlichen Pseudonym Tri-Ergon-Trio (oder nur Instrumental Trio) nahm das Trio aus dem Cellisten Gregor Piatigorsky, dem Pianisten Karol Szreter und dem Geiger Max Rostal für das Label auf.
Unter dem Pseudonym Harry Jackson spielte der Bandleader Géza Komor für Tri-Ergon weitere Titel ein („Was ist los?“ (TE 5782), „Bin kein Hauptmann, bin kein großes Tier...“ (TE 5779), „Ferdinand, du bist so ungalant!“ alle mit dem Sänger Kurt Mühlhardt); außerdem veröffentlichte das Label Titel von Jazz- und Tanzbands wie Bernard Etté, Lud Gluskins Ambassadonians („I Can’t Give You Anything but Love“), Håkan von Eichwald, Herbert Glad, Mario Elki („Gips-Bisp/Klosterglocken“, TE 5471), Billy Bartholomew, sowie der Syd Kay's Fellows (u. a. Werner Richard Heymanns Lied „Ein Freund, ein guter Freund“, mit Sigismund Petruschka (tp, arr), Willi Sasse (sop,bar) und Friedrich Hollaender) und des New Yorkers Tanzorchesters („It's a Million to One You're in Love“, TE 5137).
Unter der Bandbezeichnung The Jazz Kings nahm eine von dem italo-amerikanischen Banjo- und Gitarrespieler Tony Morello organisierte Gruppe von Musikern des Orchesters Bernard Etté im Sommer 1927 eine Reihe von Jazztiteln (z. B. „Sunday“, TE 5058-A; „Birth Of The Blues“, TE 5060-B; „Crazy Words, Crazy Tune“, TE 5061-A; „Maple Leaf Rag“, TE 5064-B) bei Tri-Ergon auf.
Sublabel von Tri-Ergon war das schwedische Label Star, das zwischen 1930 und 1932 aktiv war; auf dem Label erschienen u. a. Plattenaufnahmen von Sven Asplund, des Dragspelskvintetten Karlssons Blå Gossar, von Håkan von Eichwalds Orkester, Percy Richard/Erik Janson und von Dietrichs Schrammel-Quartett. In der Reihe Colorit erschienen flexible und colorierte Schallplatten im 25-cm (10-Inch) Format, u. a. der Walzer „An der schönen blauen Donau“ (TE 3614), „Schöne Frau im Mond“ (TE 3061) oder Dominik Ertls „Hoch- und Deutschmeister-Marsch“ (gespielt vom Orchester Adolf Becker, TE 3114).